# ارد دوم الیمائی

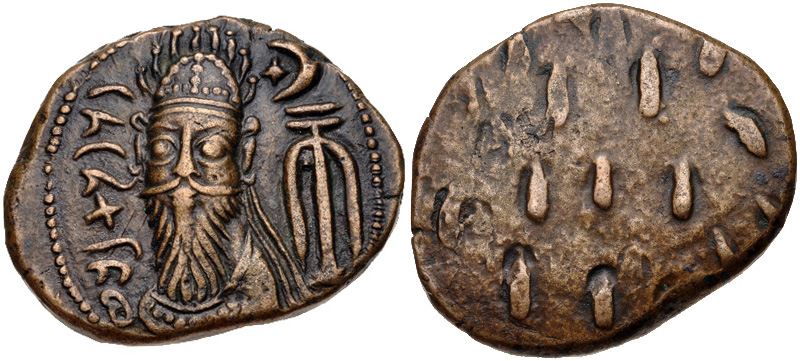
سکه ارد دوم

ارد دوم الیمائی یا ارد - کامناسکیرس یکی از فرمانروایان الیمائی در اواخر قرن یکم میلادی بود.  او فرزند ارد یکم بود و پس از او حاکم سرزمین الیمائی شد. پس از ارد دوم، فردی به نام فرهاد جانشین او شد، احتمالاً فرهاد فرزند ارد یکم یا دوم باشد.  